# Karim Aïnouz
Karim Aïnouz (ur. 17 stycznia 1966 w Fortalezie) – brazylijski reżyser i scenarzysta filmowy algierskiego pochodzenia.

## Życiorys
Jest synem Brazylijki i Algierczyka. Studiował architekturę na uniwersytecie w Brazylii, następnie na wydziale filmowym Uniwersytetu Nowojorskiego.
Nakręcił wiele filmów krótkometrażowych i dokumentalnych, pracował jako asystent reżysera i montażysty, był również współscenarzystą przy głośnym filmie W cieniu słońca (2001) Waltera Sallesa.
Jego debiutem fabularnym była Madame Satã (2002), zaprezentowana w sekcji "Un Certain Regard" na 55. MFF w Cannes. Aïnouz zdobył po latach na 72. MFF w Cannes Nagrodę Główną w tej sekcji dzięki filmowi Niewidoczne życie sióstr Gusmão (2019).
Zasiadał w jury sekcji "Cinéfondation" na 65. MFF w Cannes (2012) oraz w jury konkursu głównego na 72. MFF w Berlinie (2022).

## Wybrana filmografia

### Reżyser
- Niewidoczne życie sióstr Gusmão (2019)
- Praia do Futuro (2014)
- Srebrne urwisko (2011)
- Podróżuję, bo muszę, wracam, bo cię kocham (2009)
- Suely w niebie (2006)
- Madame Satã (2002)
- Rifa - me (2000)
- Les Ballons des Bairros (1998)
- Paixao Nacional (1996)
- Hic Habitat Felicitas (1996)
- Seams (1993)
- O Preso (1992)

### Scenarzysta
- Suely w niebie (2006)
- Cidade Baixa (2005)
- Cinema, Aspirinas e Urubus (2005)
- Madame Satã (2002)
- W cieniu słońca (2001)